# Skeptické hnutí
Skeptické hnutí je moderní společenské hnutí založené na myšlence vědeckého skepticismu (nazývaného také racionální skepticismus). Vědecký skepticismus zahrnuje aplikování skeptické filozofie, dovedností kritického myšlení, znalostí vědy a jejích metod na empirická tvrzení, přičemž k neempirickým tvrzením (s výjimkou těch, která mají přímý dopad na vědeckou praxi) zůstává agnostický nebo neutrální. Cílem hnutí je zkoumat tvrzení o okrajových tématech a zjišťovat, zda jsou podložena empirickým výzkumem a zda jsou reprodukovatelná, což je součástí metodologické normy usilující o „rozšíření certifikovaného poznání.“ Sledovaný proces se někdy označuje jako skeptické zkoumání.
Kořeny tohoto hnutí sahají přinejmenším do 19. století, kdy lidé začali veřejně vznášet otázky týkající se nezpochybnitelného přijímání tvrzení o spiritismu, různých rozšířených pověr a pseudovědy. Publikace, jako například publikace nizozemské Vereniging tegen de Kwakzalverij (Sdružení proti šarlatánství) (1881), se zaměřovaly také na lékařské šarlatánství.
Na základě vzoru belgické organizace Comité Para (Komitétu Paranormálních jevů), založené v roce 1949, založili Američané Paul Kurtz a Marcello Truzzi v roce 1976 v Amherstu ve státě New York Committee for the Scientific Investigation of Claims of the Paranormal (CSICOP). Tato organizace, nyní známá jako Committee for Skeptical Inquiry (CSI), inspirovala další organizace k zakládání podobných skupin po celém světě.

## Vědecký skepticismus
Vědecký skepticismus nebo racionální skepticismus, někdy označovaný jako skeptické zkoumání, je epistemologický postoj, při němž se zpochybňuje pravdivost tvrzení, pro která chybí empirické důkazy. V praxi tento termín nejčastěji odkazuje na zkoumání tvrzení a teorií, které se zdají být mimo hlavní vědecký proud, spíše než na běžné diskuse a zpochybňování mezi vědci. Vědecký skepticismus se liší od filosofického skepticismu, který zpochybňuje schopnost člověka nárokovat si jakékoli poznání o povaze světa a jeho vnímání, a od podobného, ale odlišného metodologického skepticismu, který představuje systematický proces skepse (nebo pochybování) o pravdivosti vlastních přesvědčení.
Nový skepticismus, který v roce 1992 popsal Paul Kurtz, je vědecký skepticismus. Například Robert K. Merton tvrdí, že všechny myšlenky musí být testovány a podléhají přísnému, strukturovanému zkoumání společnosti (jak je popsáno v Mertonových normách).
Následující citáty se týkají vědeckého skepticismu:
| „                                                | Tvrdím, že ať už mají ostatní lidé o skepticích jakékoli stereotypické představy, jsou mylné. A příliš úzké. To, co děláme, nelze vměstnat do úhledné škatulky (ani do žádné jiné). Milujeme vědu a objevy, máme rádi život, máme nejrůznější zájmy mimo něj. Většina z nás je dobromyslná. A rádi se dobíráme pravdy, jak nejlépe to jde. Věda je k tomu nejlepším nástrojem. ... Jediným požadavkem je oddanost vědě a rozumu, důkazům a hledání pravdy. | “ |
| — Kendrick Frazier v časopise Skeptical Inquirer | |   |

| „                                                    | Stručně řečeno, skeptik je člověk, který je ochoten zpochybnit jakékoli tvrzení o pravdě a ptá se po jasnosti definice, důslednosti logiky a adekvátnosti důkazů. Používání skepticismu je tedy nezbytnou součástí objektivního vědeckého zkoumání a hledání spolehlivého poznání. | “ |
| — Paul Kurtz v knize The New Skepticism, 1992, s. 9. | |   |

| „                                                                                        | To, na co se skeptické myšlení omezuje, jsou prostředky, jak sestavit a pochopit odůvodněný argument a, což je obzvláště důležité, jak rozpoznat mylný nebo podvodný argument. Nejde o to, zda se nám závěr, který vyplyne z argumentačního řetězce líbí, ale o to, zda závěr vyplývá z premis nebo východiska a zda je tato premisa pravdivá. | “ |
| — Carl Sagan v knize The Demon-Haunted World (Svět pronásledovaný démony), 1995, s. 197. | |   |

| „            | Věda je [...] způsob skeptického dotazování vesmíru s jemným pochopením lidské omylnosti. Pokud nejsme schopni klást skeptické otázky, vyslýchat ty, kteří nám tvrdí, že něco je pravda, být skeptičtí k těm, kteří mají autoritu, pak jsme vydáni na pospas dalšímu šarlatánovi, ať už politickému nebo náboženskému, který se sem připlete. | “ |
| — Carl Sagan | |   |

| „               | Vědecký skepticismus je praxe nebo projekt zkoumání paranormálních a pseudovědeckých tvrzení optikou vědy a následné sdílení výsledků s veřejností. | “ |
| — Daniel Loxton | |   |

| „                | Skeptik je člověk, který dává přednost přesvědčením a závěrům, které jsou spolehlivé a platné, před těmi, které jsou útěšné nebo pohodlné, a proto důsledně a otevřeně uplatňuje metody vědy a rozumu na všechna empirická tvrzení, zejména na ta svá. Skeptik předběžně poměřuje přijetí jakéhokoli tvrzení platnou logikou, a spravedlivým a důkladným posouzením dostupných důkazů, a studuje úskalí lidského rozumu a mechanismy klamu, aby se vyhnul tomu, že ho oklamou jiní nebo on sám. Skepticismus si cení metody více než konkrétního závěru. | “ |
| — Steven Novella | |   |

| „                      | Skepticismus je předběžný přístup k tvrzením. Je to aplikace rozumu na všechny myšlenky - žádné posvátné krávy nejsou povoleny. Jinými slovy, skepticismus je metoda, nikoliv postoj. | “ |
| — The Skeptics Society | |   |

| „               | Pravý význam slova skepticismus nemá nic společného s pochybnostmi, nevírou nebo negativismem. Skepticismus je proces uplatňování rozumu a kritického myšlení k určení platnosti. Je to proces hledání podloženého závěru, nikoliv zdůvodňování předem přijatého závěru. | “ |
| — Brian Dunning | |   |

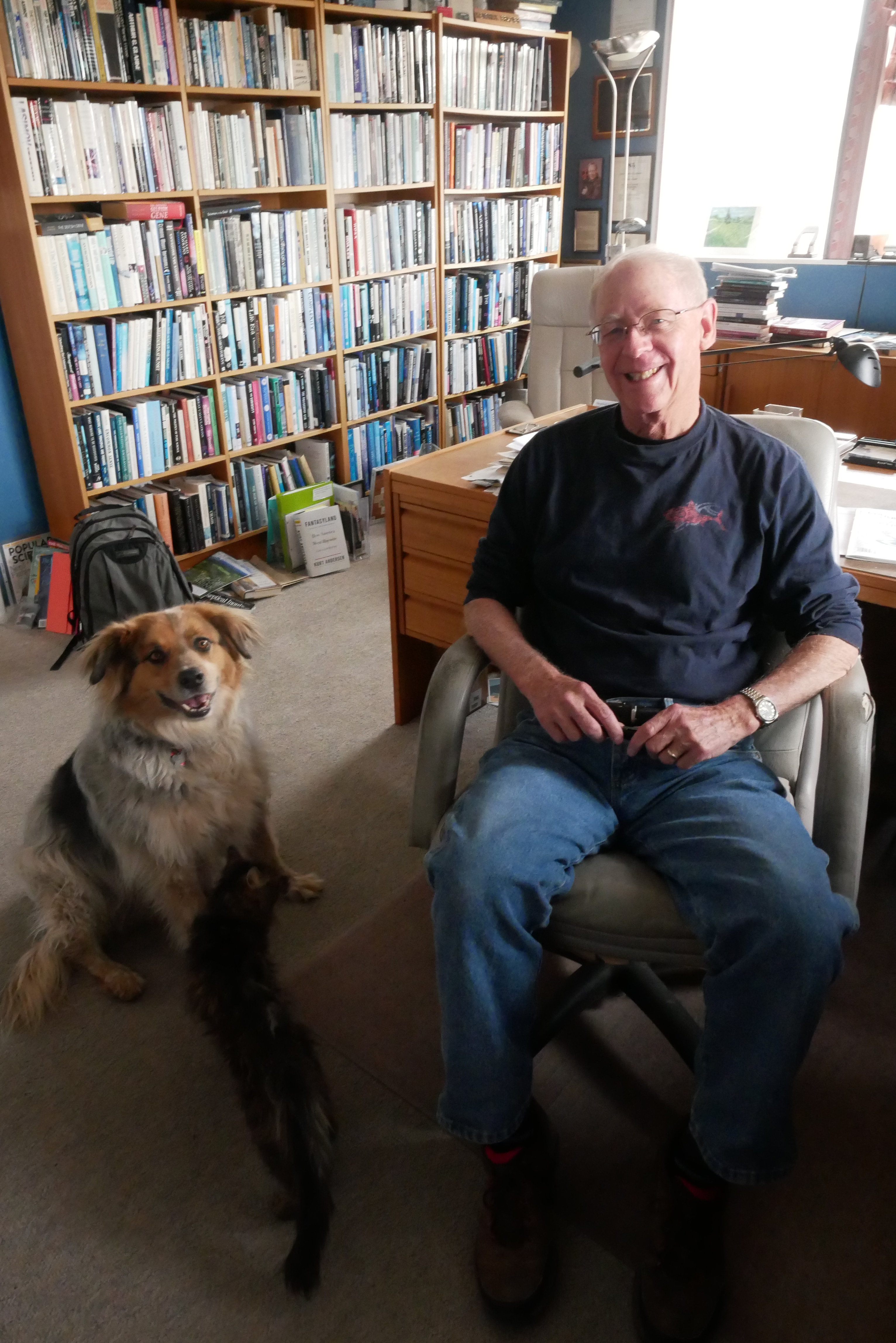
Kendrick Frazier v kanceláři, 2018 (s Darwinem).

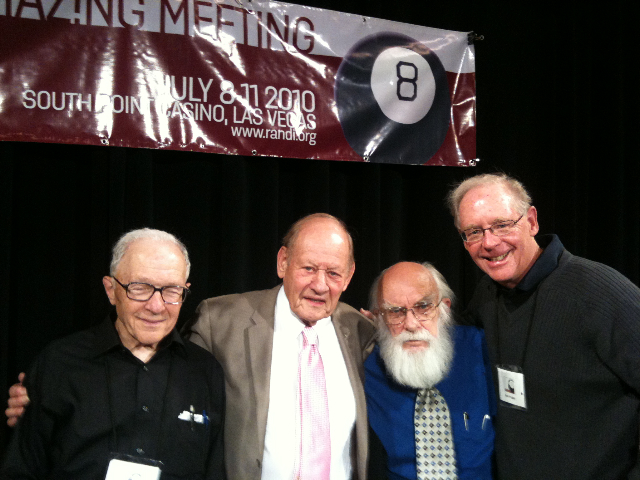
Ray Hyman, Paul Kurtz, James Randi a Kendrick Frazier

Pokud jde o skeptické společenské hnutí, Loxton se odvolává na jiná hnutí, která již dříve propagovala „humanismus, ateismus, racionalismus, vědecké vzdělávání a dokonce i kritické myšlení.“ Poptávku po novém hnutí, hnutí lidí nazývaných „skeptici“, spatřoval v nezájmu vědecké komunity zabývat se paranormálními a okrajovými vědeckými tvrzeními. V souladu s Kendrickem Frazierem popisuje hnutí jako náhražku v této oblasti za institucionální vědu. Hnutí vytvořilo samostatný obor a poskytlo organizační strukturu, zatímco „dlouholetý žánr individuálního skeptického psaní“ takovou komunitu a zázemí postrádal. Skeptické organizace mají obvykle mezi svými cíli vzdělávání a propagaci vědy.

## Přehled
Vědecký skeptik tvrdí, že empirické zkoumání skutečnosti vede k nejspolehlivějšímu empirickému poznání, a navrhuje vědeckou metodu jako nejvhodnější k ověřování výsledků. Vědecký skeptik se snaží hodnotit tvrzení na základě ověřitelnosti a falzifikovatelnosti; odrazuje od přijímání tvrzení, která se opírají o víru nebo anekdotické důkazy.
Skeptici se často zaměřují na kritiku tvrzení, která považují za nevěrohodná, pochybná nebo zjevně odporující obecně uznávaným vědeckým poznatkům. Vědečtí skeptici netvrdí, že neobvyklá tvrzení by měla být automaticky a priori odmítána – spíše tvrdí, že je třeba kriticky zkoumat tvrzení o paranormálních nebo anomálních jevech a že mimořádná tvrzení by vyžadovala mimořádné důkazy ve svůj prospěch, než by mohla být přijata jako platná. Z vědeckého hlediska skeptici posuzují myšlenky podle mnoha kritérií, včetně falzifikovatelnosti, Occamovy břitvy a Morganova kánonu, jakož i podle toho, do jaké míry jejich předpovědi odpovídají experimentálním výsledkům.
Skepticismus obecně lze považovat za součást vědecké metody; například experimentální výsledek se nepovažuje za prokázaný, dokud se neprokáže, že je nezávisle opakovatelný.
Ron Lindsay tvrdil, že i když se některá nevědecká tvrzení zdají být neškodná nebo jako „měkké cíle“, je důležité se jimi a základními myšlenkovými návyky, které k nim vedou, nadále zabývat, abychom neměli „mnohem více lidí, kteří věří, že 11. září bylo inside job (zločin spáchaný samotnými Američany), že změna klimatu je podvod, že naši vládu ovládají mimozemšťané a tak dále - a tato přesvědčení zdaleka nejsou neškodná.“

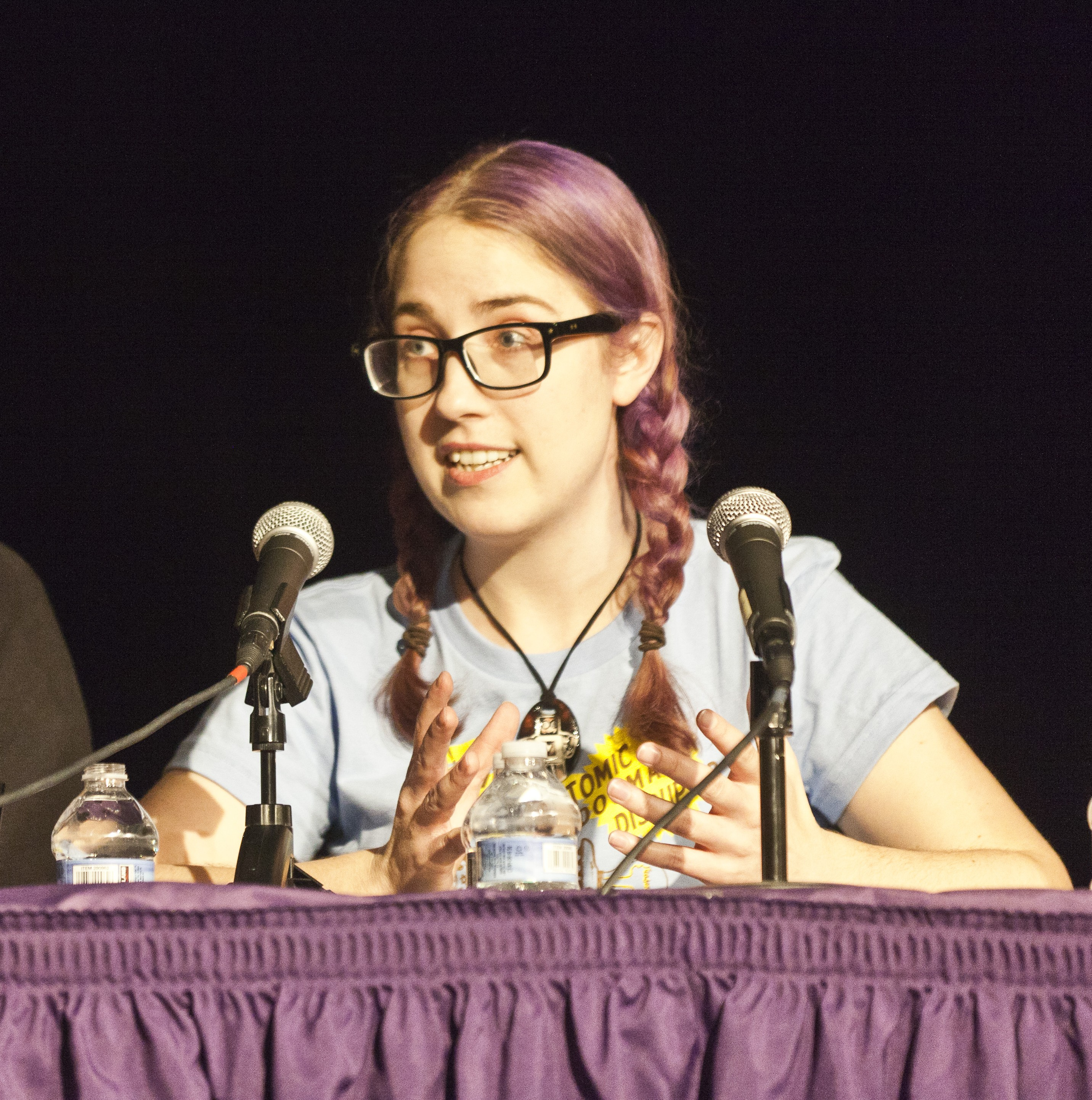
Rebecca Watsonová na konferenci NECSS 2011

Skeptické hnutí mělo problémy s obviněními ze sexismu. Mary Coulmanová v jednom skeptickém bulletinu z roku 1985 identifikovala nepoměr mezi ženami a muži v hnutí Skeptické hnutí bylo obecně tvořeno muži; na konferenci v roce 1987 tamní členové diskutovali o tom, že účastníky byli převážně starší bílí muži, a v seznamu 50 členů CSICOP z roku 1991 byly uvedeny čtyři ženy.

Po konferenci v roce 2011 vznesla Rebecca Watsonová, významná skeptička, otázku způsobu, jakým jsou ženy skeptičky terčem online obtěžování včetně výhrůžek sexuálním násilím ze strany odpůrců hnutí, a také vznesla otázku sexismu v samotném hnutí. Ačkoli se jí v reakci na její diskusi o sexismu v rámci hnutí dostalo určité podpory, později se stala terčem zuřivého online obtěžování, a to i ze strany kolegů skeptiků, poté, co zveřejnila online video, v němž hovořila o svém nepohodlí z toho, že jí někdo dělá návrhy v uzavřeném prostoru. Toto video se stalo známým jako „Elevatorgate“ (Výtahová kauza) na základě diskuse Watsonové o tom, že ji někdo požádal o ruku v hotelovém výtahu brzy ráno po jedné skeptické akci.

## Vyvracení a racionální zkoumání
Sloveso vyvracet (angl. debunk) se používá k popisu úsilí skeptiků odhalit nebo zdiskreditovat tvrzení, která jsou považována za nepravdivá, přehnaná nebo předstíraná. Je úzce spojeno se skeptickým zkoumáním nebo racionálním zkoumáním kontroverzních témat, jako jsou UFO, údajné paranormální jevy, kryptidi, konspirační teorie, alternativní medicína, náboženství či okrajové oblasti vědeckého či pseudovědeckého výzkumu.
Mezi další témata, která vědecky skeptická literatura zpochybňuje, patří zdravotní tvrzení týkající se určitých potravin, postupů a alternativní medicíny; věrohodnost a existence nadpřirozených schopností (např. čtení tarotu) nebo entit (např. poltergeist, andělé, bohové - včetně Dia); kryptozoologické příšery (např. lochnesská příšera); a také kreacionismus/inteligentní plán, proutkaření, konspirační teorie a další tvrzení, která skeptik považuje z vědeckého hlediska za nepravděpodobná.
Skeptici jako James Randi se proslavili vyvracením tvrzení souvisejících s některými z nich. Badatel paranormálních jevů Joe Nickell však varuje, že „vyvraceči“ musí být opatrní, aby se paranormálními tvrzeními zabývali seriózně a nezaujatě. Vysvětluje, že otevřené vyšetřování má větší šanci poučit a změnit myšlení než vyvracení.
Pozoruhodnou charakteristikou skeptického hnutí je skutečnost, že ačkoli většina jevů, jimiž se zabývá, jako je astrologie a homeopatie, byla opakovaně vyvrácena, zůstává populární. Frazier v roce 2018 znovu zdůraznil, že „v současnosti potřebujeme nezávislé, na důkazech založené, vědecky podložené kritické zkoumání a bádání více než možná kdykoli jindy v naší historii.“
Komunita vědeckých skeptiků se tradičně zaměřuje spíše na to, čemu lidé věří, než na to, proč věří – mohou existovat psychologické, kognitivní nebo instinktivní důvody pro víru, když pro takovou víru existuje jen málo důkazů. Podle Hammera většina literatury skeptického hnutí pracuje s implicitním modelem, že víra v iracionální věci je založena na vědecké negramotnosti nebo kognitivních iluzích. Poukazuje na skeptickou diskusi o astrologii: skeptické pojetí astrologie jako „neúspěšné hypotézy“ se nezabývá základními antropologickými předpoklady o astrologii jako formě ritualizovaného věštění. Zatímco antropologický přístup se pokouší vysvětlit činnost astrologů a jejich klientů, zájem skeptického hnutí o kulturní aspekty těchto věšteb je utlumen.
Podle sociologa Davida J. Hesse má skeptický diskurz tendenci oddělovat vědu a skeptický projekt od sociální a ekonomické oblasti. Z tohoto pohledu podle něj skepticismus nabývá některých aspektů posvátného diskurzu, podobně jako v Elementary Forms of the Religious Life (Elementárních formách náboženského života) Emila Durkheima – věda, vnímaná jako čistá a posvátná (motivovaná hodnotami rozumu a mysli), je oddělena od lidového nakládání s paranormálními jevy, vnímaného jako profánní (prostoupené ekonomickými a sociálními aspekty); tím se zastírá konfrontace mezi vědou a náboženstvím. Hess rovněž konstatuje silnou tendenci k jinakosti: jak skeptici, tak jejich odpůrci vidí v druhém člověku hnací sílu materialistické filosofie a materiálního zisku a sami předpokládají, že mají čistší motivy.

### Nebezpečí pseudovědy

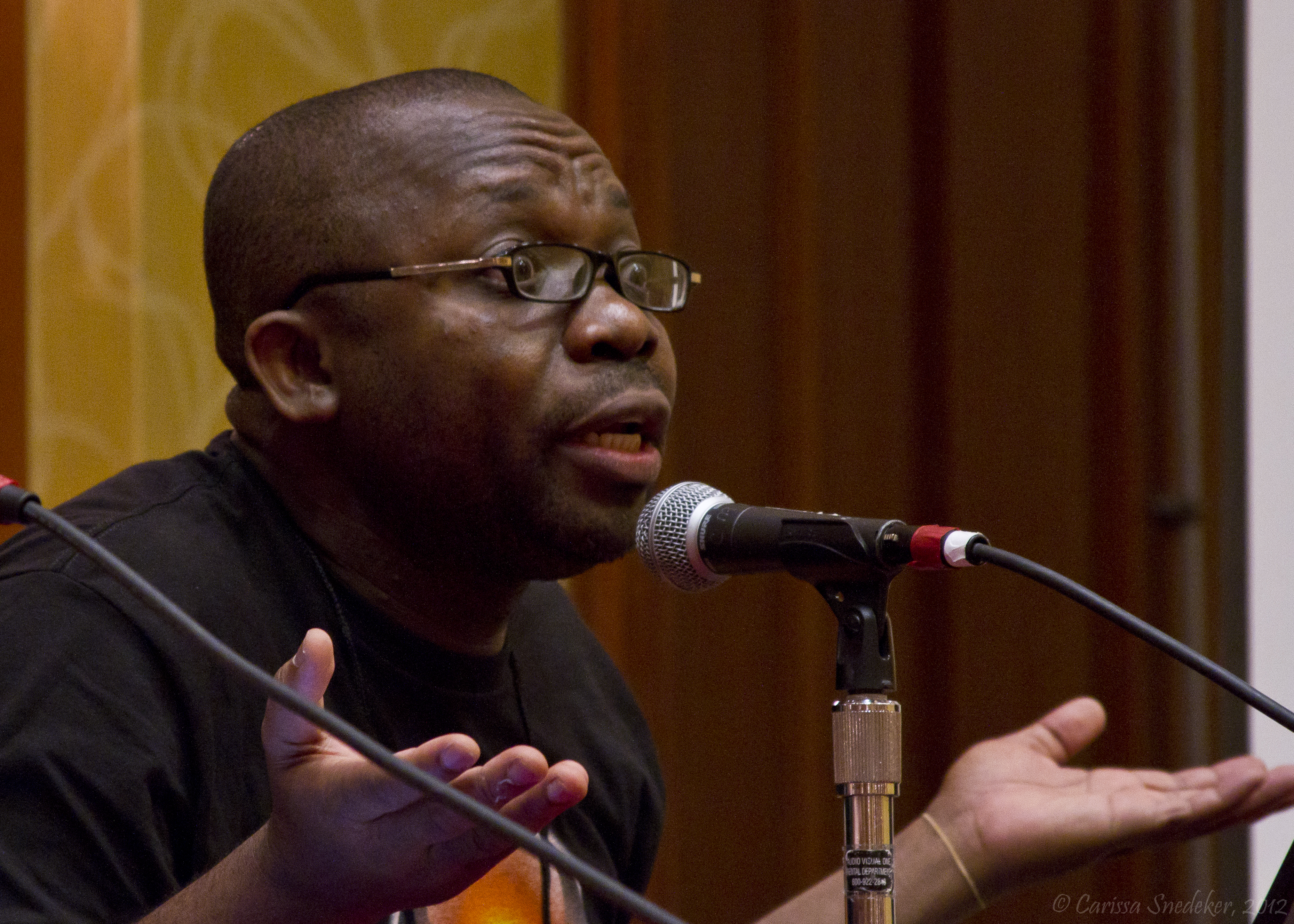
Leo Igwe na konferenci The Amaz!ng Meeting 2012

Ačkoli ne všechny pseudovědecké názory jsou nutně nebezpečné, některé mohou být potenciálně škodlivé. Platón věřil, že osvobodit druhé od nevědomosti navzdory jejich počátečnímu odporu je velká a ušlechtilá věc.

Moderní skeptičtí autoři se touto otázkou zabývají různými způsoby. Bertrand Russell tvrdil, že některé individuální činy založené na přesvědčeních, pro něž neexistují důkazy o účinnosti, mohou vést k destruktivním činům. James Randi často psal o problematice podvodů ze strany senzibilů a léčitelů vírou. Nekvalifikovaná lékařská praxe a alternativní medicína mohou vést k vážným zraněním a smrti. Skeptický aktivista Tim Farley, jehož cílem je vytvořit katalog škodlivých pseudovědeckých praktik a případů škod jimi způsobených, odhaduje zdokumentovaný počet mrtvých nebo zraněných na více než 600 000. Richard Dawkins poukazuje na náboženství jako na zdroj násilí (zejména v knize Boží blud) a kreacionismus považuje za hrozbu pro biologii. Někteří skeptici, například členové podcastu The Skeptics' Guide to the Universe, vystupují proti některým novým náboženským hnutím kvůli jejich sektářskému chování.

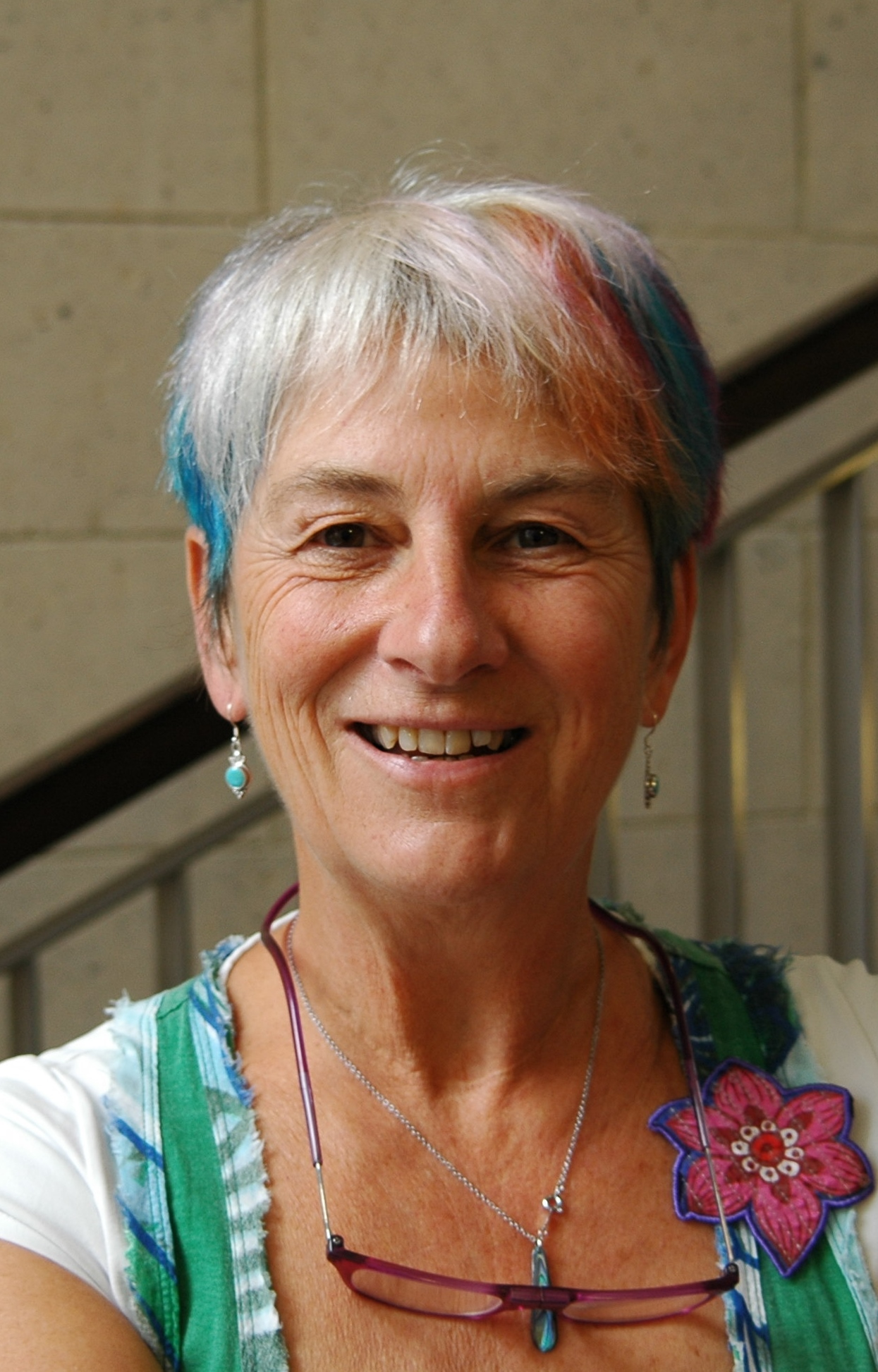
Susan Blackmoreová, Kolínská konference Budoucnost, Wallraf-Richartz-Museum, 2014

Leo Igwe, humanista a vědecký pracovník Mezinárodní školy afrických studií v Bayreuthu a bývalý výzkumný pracovník James Randi Educational Foundation (JREF), napsal Manifest pro skeptickou Afriku, který podpořilo mnoho veřejných aktivistů v Africe i skeptických podporovatelů po celém světě. Igwe je nigerijským obhájcem lidských práv a bojovníkem proti dopadům obvinění dětí z čarodějnictví. Díky své činnosti se dostal do konfliktu s vysoce postavenými vyznavači čarodějnictví, což vedlo k útokům na jeho osobu a rodinu.
V roce 2018 poskytl Amardeo Sarma určitý pohled na stav skeptického hnutí, když se zabýval „podstatou současného skepticismu a zdůraznil zásadní nestrannou a vědecky podloženou roli skeptiků při prevenci podvodů a škod.“ Zdůraznil nebezpečí pseudovědy jako důvod pro upřednostnění skeptické práce.

### Pseudoskepticismus

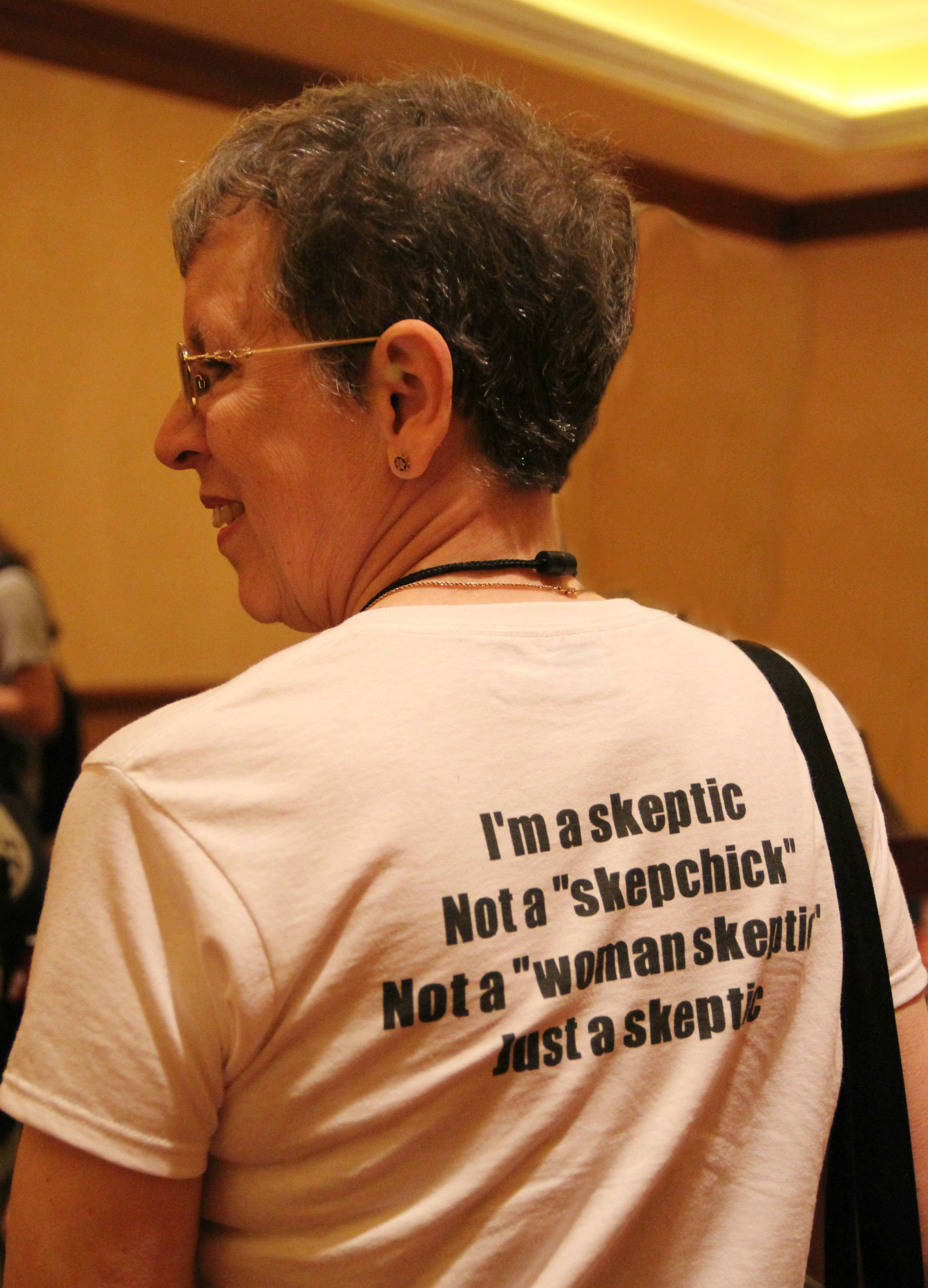
The SkepDoc, Dr. Harriet Hallová, U.S. Air Force chirurgyně v důchodu. Píše o alternativní medicíně a šarlatánství pro Skeptic and Skeptical Inquirer.

Richard Cameron Wilson v článku v New Statesman napsal, že „falešný skeptik je ve skutečnosti převlečený dogmatik, o to nebezpečnější, že si úspěšně přivlastňuje plášť nezaujatého a otevřeného badatele.“ Někteří zastánci zdiskreditovaných intelektuálních postojů (jako je popírání AIDS, popírání holocaustu a popírání klimatických změn) se dopouštějí pseudoskeptického chování, když se označují za „skeptiky“ navzdory tomu, že si vybírají jen důkazy, které odpovídají jejich již existujícímu přesvědčení. Podle Wilsona, který na tento jev upozorňuje ve své knize Don't Get Fooled Again (Nenechte se znovu napálit) z roku 2008, je charakteristickým rysem falešného skepticismu to, že se „nesoustředí na nestranné hledání pravdy, ale na obhajobu předem zaujaté ideologické pozice.“
Sám vědecký skepticismus je někdy z tohoto důvodu kritizován. Termín pseudoskepticismus našel příležitostné použití v kontroverzních oblastech, kde je opozice vědeckých skeptiků silná. Například Susan Blackmoreová, parapsycholožka, která se stávala více skeptickou a nakonec se v roce 1991 stala členkou CSICOP, v roce 1994 popsala to, co označila za „nejhorší druh pseudoskepticismu“:

| „                    | Někteří členové skeptických skupin jsou zjevně přesvědčeni, že znají správnou odpověď ještě před zahájením vyšetřování. Zdá se, že je nezajímá zvažování alternativ, zkoumání podivných tvrzení nebo zkoušení psychických zážitků či změněných stavů na vlastní kůži (chraň bůh!), ale pouze prosazování vlastní specifické struktury víry a soudržnosti ... | “ |
| — Susan Blackmoreová | |   |

V komentáři k nálepkám „dogmatický“ a „patologický“, které „Asociace pro skeptické vyšetřování“ dává kritikům paranormálních výzkumů, Bob Carroll z The Skeptic's Dictionary tvrdí, že tato asociace „je skupinou pseudoskeptických vyšetřovatelů a příznivců paranormálních jevů, kteří si neváží kritiky paranormálních studií ze strany skutečných skeptiků a kritických myslitelů. Jediný skepticismus, který tato skupina podporuje, je skepse vůči kritikům a [jejich] kritice paranormálních studií.“

## Historie

### Historické kořeny
Podle skeptického spisovatele Daniela Loxtona je „skepticismus příběh bez začátku a konce.“ Jeho článek z roku 2013 v časopise Skeptic „Why Is There a Skeptical Movement“ (Proč existuje skeptické hnutí) tvrdí, že historie paranormálního skepticismu trvá dvě tisíciletí. Je toho názoru, že tato praxe, problémy a ústřední pojmy sahají až do starověku, a odkazuje na vyvracení příběhu, jak se vypráví v některých verzích Starého zákona, kde prorok Daniel odhaluje příběh o „živé“ soše jako podvod. Podle Loxtona existují v historii další příklady jednotlivců, kteří praktikovali kritické zkoumání a psali knihy nebo veřejně vystupovali proti konkrétním podvodům a lidovým pověrám, včetně lidí jako Lúkianos ze Samosaty (2. století), Michel de Montaigne (16. století), Thomas Ady a Thomas Browne (17. století), Antoine Lavoisier a Benjamin Franklin (18. století), mnoho různých filozofů, vědců a kouzelníků v průběhu 19. a počátku 20. století až po Harryho Houdiniho a dalších. Skeptici sdružující se ve spolcích, které zkoumají paranormální jevy a okrajové vědy, jsou však až novodobým fenoménem.
Prvními dvěma významnými díly, která měla vliv na skeptické hnutí, byly knihy Daniela Webstera Heringa Foibles and Fallacies of Science (Chyby a omyly vědy) (1924) a D. H. Rawcliffa The Psychology of the Occult (Psychologie okultismu) (1952).
Loxton uvádí jako nejstarší skeptickou organizaci s „širokým mandátem“ belgický Comité Para (1949), ačkoli mu předcházel nizozemský Vereniging tegen de Kwakzalverij (VtdK) (1881), který je proto jinými považován za nejstarší skeptickou organizaci, VtdK se zaměřuje pouze na boj proti šarlatánství, a má tedy „úzký mandát.“ Comité Para vznikl částečně jako reakce na dravý průmysl falešných senzibilů, kteří zneužívali truchlící příbuzné lidí, kteří se ztratili během druhé světové války. Naproti tomu Michael Shermer odvozuje počátky moderního vědeckého skeptického hnutí od knihy Martina Gardnera Fads and Fallacies in the Name of Science (Módní výstřelky a omyly ve jménu vědy) z roku 1952.
V roce 1968 byla založena Association française pour l'information scientifique (Francouzská asociace pro vědecké informace) (AFIS). AFIS se snaží podporovat vědu proti těm, kteří popírají její kulturní hodnotu, zneužívají ji ke zločinným účelům nebo jako zástěrku pro šarlatánství. Podle AFIS věda sama o sobě nemůže vyřešit problémy lidstva, a tyto nelze řešit bez použití vědecké metody. Tvrdí, že lidé by měli být informováni o vědeckých a technických pokrocích a problémech, které pomáhají řešit. Její časopis Science et pseudo-sciences se snaží šířit vědecké informace jazykem srozumitelným pro každého.

### CSICOP a současný skepticismus

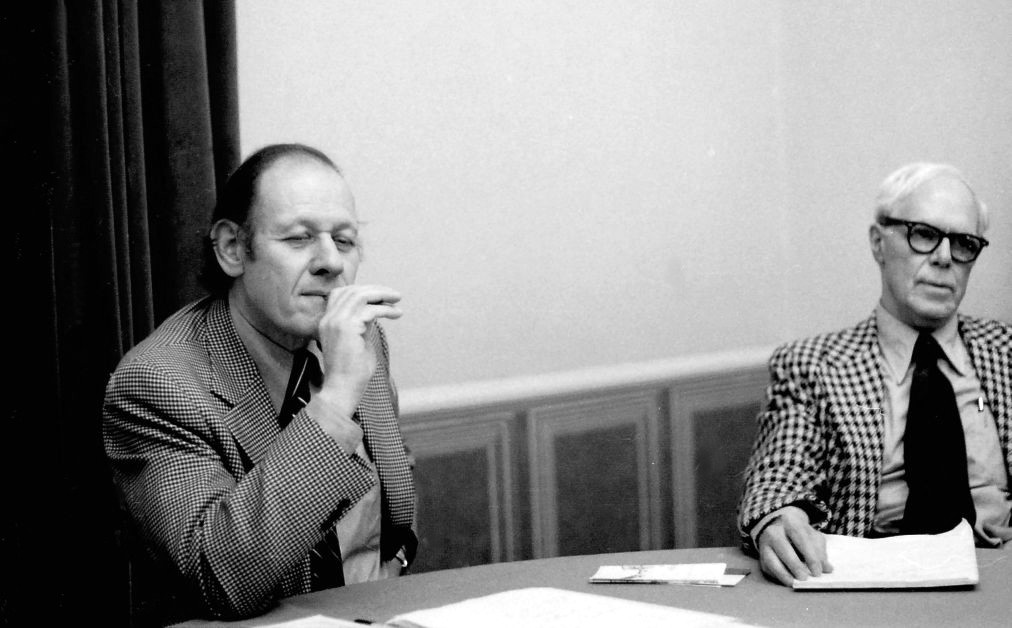
Filozof Paul Kurtz (vlevo) a spisovatel Martin Gardner na zasedání výkonné rady CSICOP v roce 1979.

V roce 1976 byl ve Spojených státech založen Committee for the Scientific Investigation of Claims of the Paranormal (CSICOP), od listopadu 2006 známý jako Committee for Skeptical Inquiry (CSI). Někteří to považují za „zrod moderního skepticismu“, nicméně zakladatel Paul Kurtz jej ve skutečnosti vytvořil podle vzoru Comité Para, včetně jeho názvu. Kurtzovým motivem bylo „zděšení ... ze vzrůstající vlny víry v paranormální jevy a nedostatku adekvátního vědeckého zkoumání těchto tvrzení.“
Kurtz byl ateista a založil také Committee for the Scientific Examination of Religion (Výbor pro vědecké zkoumání náboženství). Ačkoli považoval oba aspekty za pokryté skeptickým hnutím, doporučil CSICOP, aby se zaměřil na paranormální a pseudovědecká tvrzení, a náboženské aspekty přenechal jiným. Přestože CSICOP nebyl nejstarší, byl „první úspěšnou severoamerickou skeptickou organizací s širokými pravomocemi v současném období“, zpopularizoval používání termínů „skeptik“, „skeptický“ a „skepticismus“ prostřednictvím svého časopisu Skeptical Inquirer a přímo inspiroval založení mnoha dalších skeptických organizací po celém světě, zejména v Evropě.
Patřily mezi ně Australian Skeptics (1980), Föreningen Vetenskap och Folkbildning (Švédsko, 1982), New Zealand Skeptics (1986), GWUP (Rakousko, Německo a Švýcarsko, 1987), Skepsis r.y. (Finsko, 1987), Stichting Skepsis (Nizozemsko, 1987), CICAP (Itálie, 1989) a SKEPP (nizozemsky mluvící Belgie, 1990).
Dalšími vlivnými organizacemi druhé generace byly The Skeptics Society (založená v roce 1992 Michaelem Shermerem), New England Skeptical Society (vznikla v roce 1996) a Independent Investigations Group (založená v roce 2000 Jamesem Underdownem).

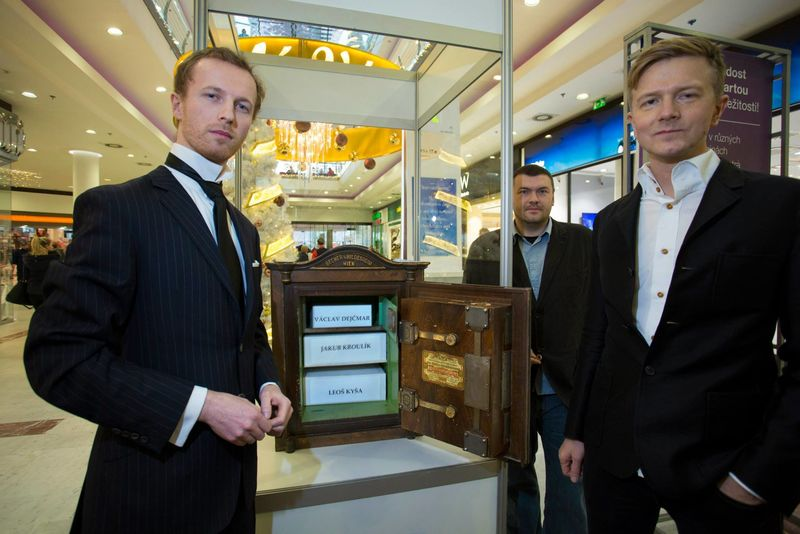
Akce „Trezor“ české Paranormální výzvy. Hypnotizér Jakub Kroulík (vlevo), tehdejší místopředseda Českého klubu skeptiků Sisyfos (uprostřed) a mecenáš Václav Dejčmar v prosinci 2014 vložili do trezoru v obchodním centru na tři měsíce tři předměty. Nikdo z účastníků výzvy obsah trezoru nedokázal uhádnout.

#### Paranormální výzva
Kromě vědců, jako jsou astronomové, byli při vyšetřování šarlatánů a odhalování jejich triků důležití i jevištní kouzelníci jako James Randi. V roce 1996 Randi založil James Randi Educational Foundation (JREF) a vytvořil soutěž One Million Dollar Paranormal Challenge, v níž se o výhru mohl ucházet každý, kdo by za vzájemně dohodnutých a kontrolovaných okolností prokázal paranormální schopnosti. Po Randiho odchodu do důchodu v roce 2015 JREF Paranormální výzvu oficiálně ukončila aniž by cenu někdo získal.

Český klub skeptiků Sisyfos vlastní Paranormální výzvou navazuje na evropskou „The Sisyphus Prize“ a americkou „One Million Dollar Paranormal Challenge“ Jamese Randiho. V roce 2015 byl tým Paranormlání výzvy pozván na prezentaci svého projektu na European Skeptics Congress do Londýna a díky tomu se působnost české Paranormální výzvy rozšířila i do zahraničí. V srpnu 2021 byla výše možné výhry 3.400.000 Kč.

### Po roce 1989

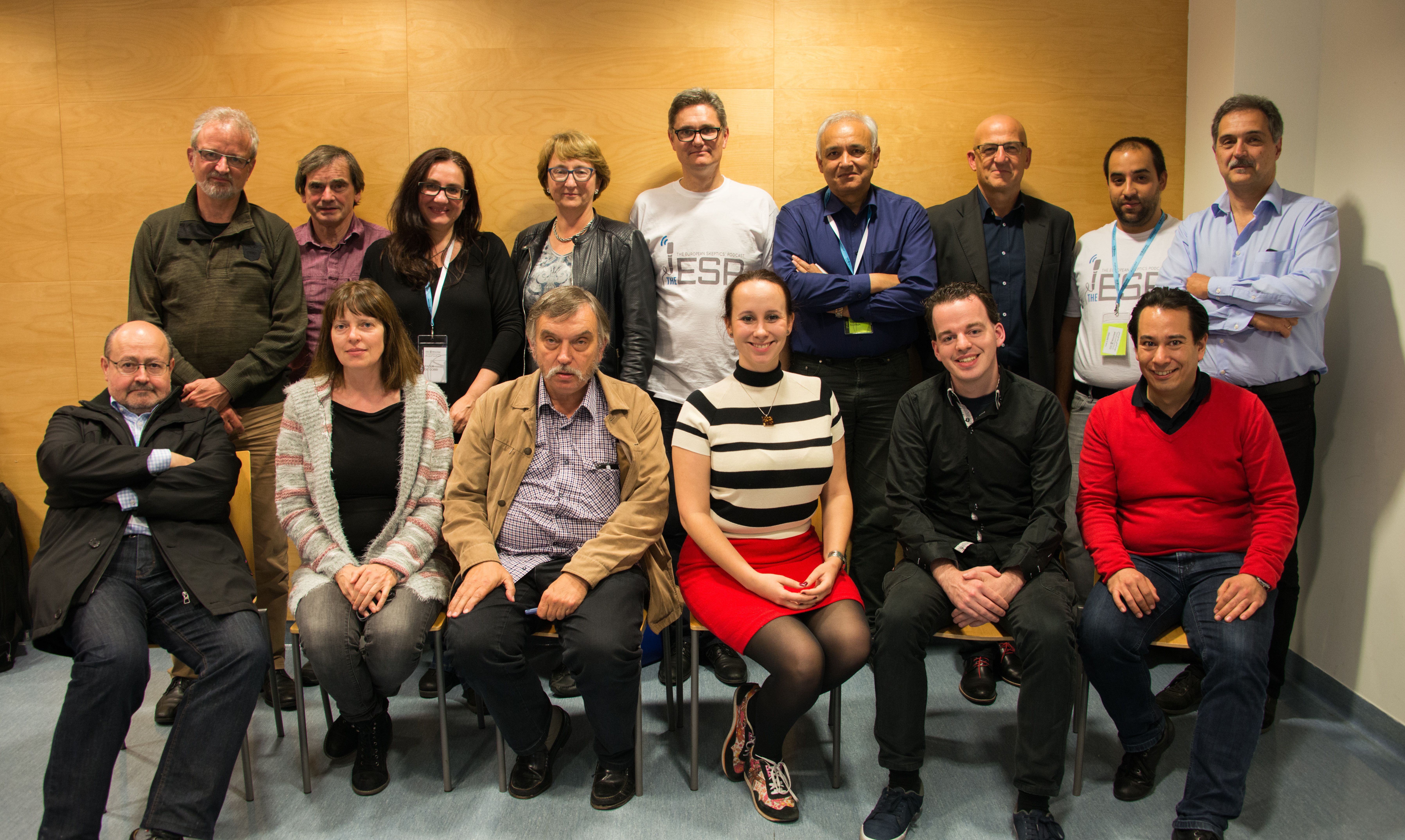
Účastníci zasedání Evropské rady skeptických organizací, 24. září 2017.

Po revolucích v roce 1989 došlo ve východní Evropě k prudkému nárůstu šarlatánství a paranormálních jevů, které již nebyly omezovány obecně sekulárním komunistickým režimem ani železnou oponou a jejími informačními bariérami. Založení mnoha nových skeptických organizací bylo stejně tak záměrem chránit spotřebitele. Patří mezi ně Český klub skeptiků Sisyfos (1995), Szkeptikus Társaság Egyesület (Maďarská skeptická společnost) (2006), Klub Sceptyków Polskich (Klub polských skeptiků) (2010) a Ruskojazyčná Общество скептиков (Společnost skeptiků) (2013). Rakouská skeptická společnost ve Vídni (založena v roce 2002) se zabývá případy, jako je „vitalizovaná voda“ Johanna Grandera a používání proutkaření v rakouském parlamentu.
Evropský skeptický kongres (ESC) se koná po celé Evropě od roku 1989, od roku 1994 jej koordinuje Evropská rada skeptických organizací. Ve Spojených státech bylo nejvýznamnější skeptickou konferencí od roku 2003 The Amaz!ng Meeting (TAM) pořádané JREF v Las Vegas, dvě vedlejší konference se konaly v Londýně ve Velké Británii (2009 a 2010) a jedna v Sydney v Austrálii (2010). Od roku 2010 pořádaly Merseyside Skeptics Society a Greater Manchester Skeptics společně konferenci Question, Explore, Discover (QED) v Manchesteru ve Velké Británii. Světové kongresy skeptiků se dosud konaly v Buffalu ve státě New York (1996), Heidelbergu v Německu (1998), Sydney v Austrálii (2000), Burbanku v Kalifornii (2002), Abano Terme v Itálii (2004) a Berlíně v Německu (2012).
V roce 1991 spojil americký think tank Center for Inquiry pod jednu hlavičku CSICOP a Council for Secular Humanism (CSH). V lednu 2016 oznámila Richard Dawkins Foundation for Reason and Science (Nadace Richarda Dawkinse pro rozum a vědu) sloučení s Center for Inquiry.

## Významné skeptické projekty

### Guerrilla Skepticism on Wikipedia

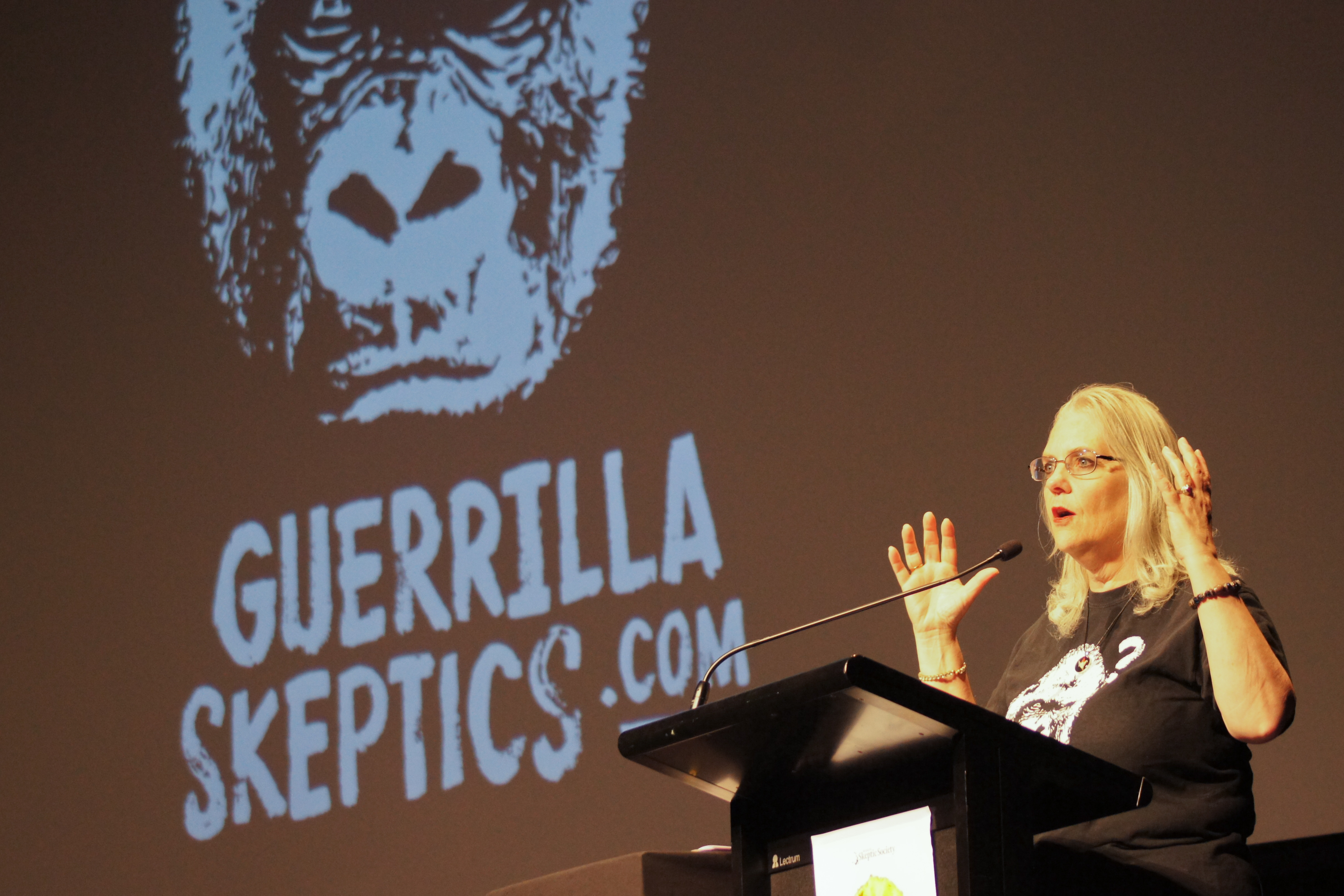
Susan Gerbic přenáší o GSoW v Austrálii

V roce 2010 Susan Gerbicová zahájila projekt Guerrilla Skepticism on Wikipedia (GSoW), jehož cílem je zlepšit skeptický obsah na Wikipedii. V roce 2017 Gerbicová (která se v roce 2018 stala členkou Center for Inquiry) a její tým GSoW obdrželi ocenění od James Randi Educational Foundation, které „se uděluje osobě nebo organizaci, která nejlépe reprezentuje ducha nadace tím, že podporuje kritické otázky a hledá nezaujaté, na faktech založené odpovědi. Jsme rádi, že můžeme ocenit Susaninu snahu získat a vyškolit tým editorů, kteří neustále zlepšují Wikipedii jako veřejný zdroj racionality a vědeckého myšlení.“
V červenci 2018 časopis Wired informoval, že tým GSoW se rozrostl na více než 120 dobrovolných editorů z celého světa, kteří jsou společně zodpovědní za vytváření nebo vylepšování některých z nejnavštěvovanějších článků Wikipedie o skeptických tématech. K červenci 2018 GSoW vytvořil nebo zcela přepracoval více než 630 článků na Wikipedii v mnoha jazycích, které dohromady nasbíraly přes 28 milionů návštěv. V lednu 2020 se projektu účastnilo již 130 dobrovolníků, kteří zpracovali bezmála 1800 článků s více než 50 milióny návštěv.

### Street epistemology
Street epistemology (SE) (pouliční epistemilogie) je termín, který zavedl Peter Boghossian ve své knize A Manual for Creating Atheists (Příručka pro vytváření ateistů). Jedná se o soubor nekonfliktních konverzačních technik týkajících se silně zastávaného přesvědčení, které mají u účastníka podpořit přemýšlivou reflexi a otevřenou mysl v souvislosti s tímto přesvědčením. Tato metoda našla účinné využití i v mnoha dalších kontextech a Boghossian později společně s Jamesem Lindsayem napsal knihu How to Have Impossible Conversations (Jak vést nemožné rozhovory), která popisuje aplikaci street epistemologie při zkoumání širšího spektra přesvědčení.
SE zpopularizoval Anthony Magnabosco, který nahrál mnoho příkladů rozhovorů SE, které vedl, na kanál YouTube, vytvořil mnoho zdrojů týkajících se tohoto tématu a zapojil se do komunity street epistemologů, kteří se chtějí v této metodě zdokonalit a aplikovat ji ve svém životě. Magnabosco je zakladatelem neziskové organizace Street Epistemology International, „jejímž posláním je podporovat a normalizovat kritické myšlení a skepticismus, a zároveň poskytovat lidem na celém světě zdroje potřebné k rozvoji a propagaci street epistemologie.“ Pro komunitu praktikujících SE jsou k dispozici zdroje, které zahrnují příručku, jak vést SE rozhovory.

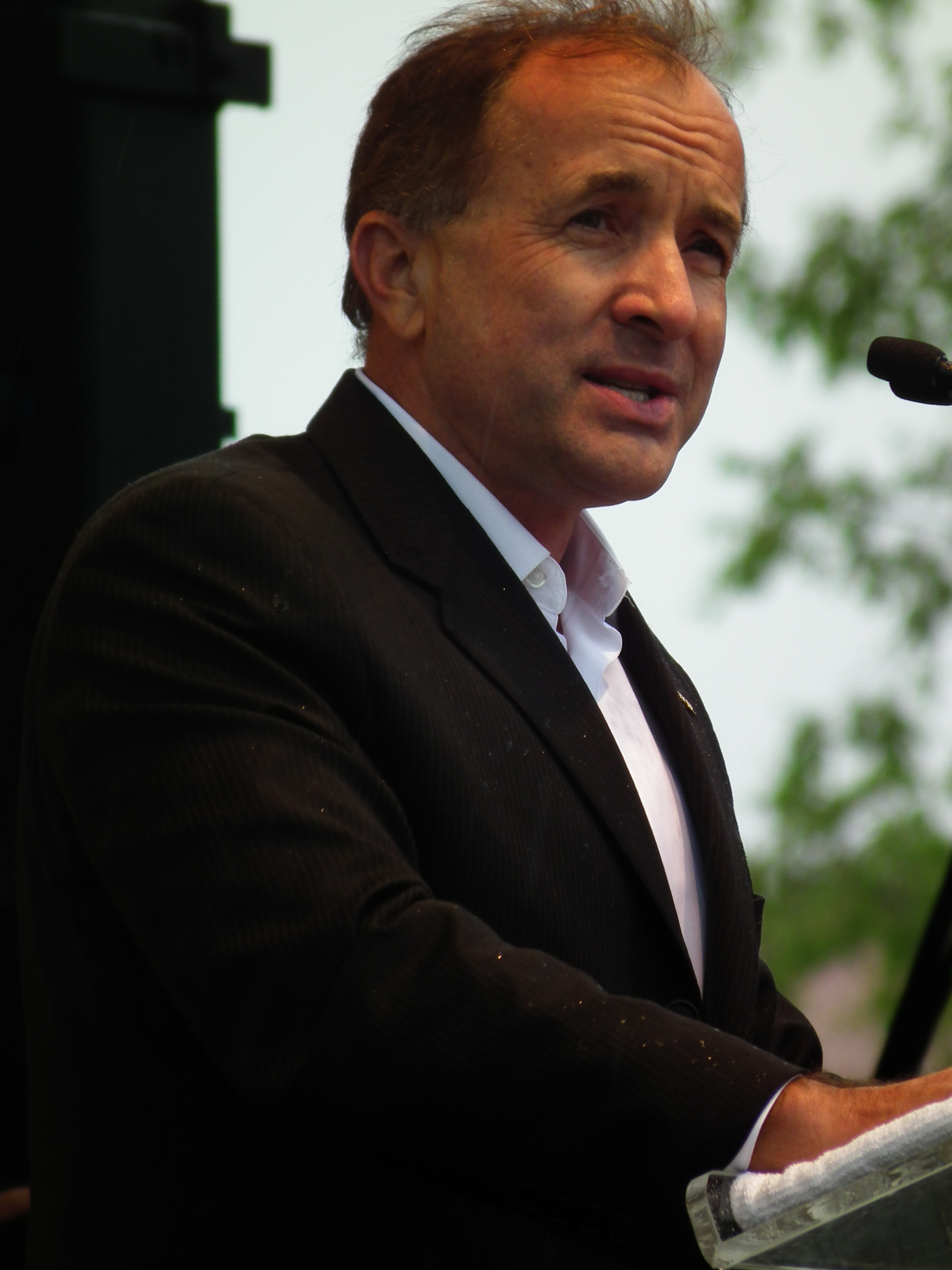
Dr. Michael Shermer je vydavatelem časopisu Skeptic, publikuje vScientific American a je profesorem na Claremont Graduate University a Chapman University.

## Významná skeptická média

### Knihy
- 1996, The Demon-haunted World: Science as a Candle in the Dark[79]
- 2002, Why People Believe Weird Things: Pseudoscience, Superstition, and Other Confusions of Our Time[80]
- 2008, Výkladový slovník esoteriky a pavěd[81]
- 2012, Fads and Fallacies in the Name of Science[82]
- 2018, The Skeptics' Guide to the Universe: How To Know What's Really Real in a World Increasingly Full of Fake[83]
- 2020, Plaváčkův průvodce alternativním vesmírem[84]

### Časopisy

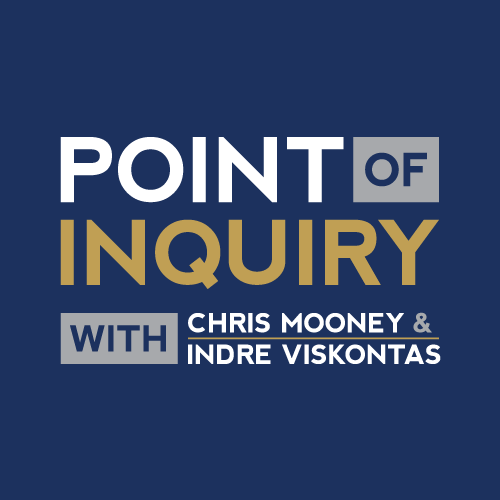
Logo podcastu Point of Inquiry organizace Center for Inquiry

- Skeptic (US)
- Skeptical Inquirer
- The Skeptic (UK)

### Televizní pořady
- Penn & Teller: Bullshit!
- Bořiči mýtů

### Podcasty
- TheESP – European Skeptics Podcast
- The Skeptics' Guide to the Universe
- Skepticality
- The Skeptic Zone
- Skeptoid
- Point of Inquiry